# Levente-Ehrenabzeichen
Das Levente-Ehrenabzeichen (ungarisch Levente diszjelvény) war ein ungarisches Ehrenzeichen, das am 3. August 1943 anlässlich des 20-jährigen Bestehens der Levente-Jugend, dem ungarischen Pendant zur Hitlerjugend, durch den Reichsverweser Miklós Horthy in drei Klassen als Dienstauszeichnung gestiftet wurde.

## Klasseneinteilung und Verleihungsbedingung
- I. Klasse: nach 15 Dienstjahren im Dienst der Levente-Ausbildung
- II. Klasse: nach 10 Dienstjahren im Dienst der Levente-Ausbildung
- III. Klasse: nach 5 Dienstjahren im Dienst der Levente-Ausbildung

Die Verleihung der Klassen des Ehrenabzeichens konnte auch bei allgemeinen Verdiensten um die Levente-Jugend erfolgen und war nicht an die ungarische Staatsangehörigkeit gebunden. So konnten auch Führer ausländischer Jugendorganisationen mit dem Ehrenabzeichen geehrt werden. Im Übrigen war der Besitz einer unteren Klasse keine Voraussetzung zum Erwerb einer höheren Klasse.

## Aussehen und Trageweise
Alle drei Klassen bestehen aus gegossenem Tombak und unterscheiden sich in Größe und Ausgestaltung. 
So hat die I. Klasse des Ehrenabzeichens einen Durchmesser von 45 mm und zeigt mittig einen stilisiert aufgelegten silbernen Adler vor einer aufgehenden Sonne, der in seinen Fängen das farbig emaillierte Symbol der Levente hält, einen spitz zulaufenden Schild, der ein L mit dahinterliegendem Patriarchenkreuz zeigt. Das abgebildete weiße wehende Spruchband, welches sich am oberen Rand des Abzeichens befindet, zeigt die Inschrift SZEBB JÖVÖT („schönere Zukunft“).
Die II. Klasse des Ehrenabzeichens hat einen Durchmesser von 40 mm und zeigt ebenfalls den farbig emaillierten Wappenschild der Levante, allerdings oberhalb des Adlers aus oxydierten Metall, sowie die Inschrift SZEBB JÖVÖT ADJON ISTEN („Gott gebe eine schönere Zukunft“).
Die III. und unterste Klasse hat nur noch einen Durchmesser von 35 mm und zeigt mittig den farbig emaillierte Wappenschild der Levente-Jugend, welches von einem grün emaillierten Lorbeerkranz umschlossen wird. Der obere Rand des Ehrenabzeichens zeigt, wie bei der I. Klasse, ein weißes wehendes Spruchband mit der Aufschrift SZEBB JÖVÖT.
Alle Klassen des Ehrenabzeichens konnten gleichzeitig an der rechten Brusttasche oder in deren Höhe am Zivilanzug getragen werden, allerdings nicht zur Uniform des ungarischen Honvéd.